# Thomas Hörberg
Karl Thomas Hörberg, född 15 oktober 1949 i Malmö Sankt Johannes församling i Malmöhus län, är en svensk ämbetsman.

## Biografi
Thomas Hörberg avlade filosofie kandidatexamen 1969, blev politices magister 1974 och filosofie magister samt civilekonom 1977. Han avlade filosofie doktorsexamen vid Lunds universitet 1983 med avhandlingen Prediktion, osäkerhet och risk i internationella förhandlingar. Han har även avlagt reservofficersexamen.
Hörberg anställdes som amanuens vid Lunds universitet 1969, tjänstgjorde vid Sekretariatet för framtidsstudier i Statsrådsberedningen 1975–1978 och var anställd i utrikesförvaltningen 1978–2007 (tjänstledig från 1990). Han var kanslichef i Utrikesutskottet i riksdagen 1992–2010.
Hörberg invaldes 2006 som ledamot av Kungliga Krigsvetenskapsakademien.